# بوليناغو
بوليناغو (بالإيطالية: Polinago)‏ هي بلدية في مقاطعة مودينا في إقليم إميليا رومانيا الإيطالي.

## السكان
في سنة 1861 بلغ عدد السكان 3٬248 نسمة، وتطور العدد ليصل في سنة 2011 لـ 1٬742 نسمة.
يظهر هذا المخطط البياني تطور النمو السكاني لـ بوليناغو